# 1989年
1989年（1989 ねん）は、西暦（グレゴリオ暦）による、日曜日から始まる平年。昭和64年/平成元年。
この年にベルリンの壁が崩壊したり冷戦が終結したため、世界史の大きな転換点となった年である。
この項目では、国際的な視点に基づいた1989年について記載する。

## 他の紀年法
- 干支：己巳（つちのと み）
- 日本（月日は一致）
  - 昭和64年（1月1日 - 1月7日）
  - 平成元年（1月8日 - 12月31日）
  - 皇紀2649年
- 大韓民国（月日は一致）
  - 檀紀4322年
- 中華民国（月日は一致）
  - 中華民国78年
- 朝鮮民主主義人民共和国（月日は一致）
  - 主体78年
- 仏滅紀元：2531年 - 2532年
- イスラム暦：1409年5月23日 - 1410年6月2日
- ユダヤ暦：5749年4月24日 - 5750年4月3日
- Unix Time：599616000 - 631151999
- 修正ユリウス日 (MJD)：47527 - 47891
- リリウス日 (LD)：148368 - 148732

※主体暦は、朝鮮民主主義人民共和国で1997年に制定された。

## カレンダー
| 1月 |    |    |    |    |    |    |
| 日  | 月 | 火 | 水 | 木 | 金 | 土 |
| 1   | 2  | 3  | 4  | 5  | 6  | 7  |
| 8   | 9  | 10 | 11 | 12 | 13 | 14 |
| 15  | 16 | 17 | 18 | 19 | 20 | 21 |
| 22  | 23 | 24 | 25 | 26 | 27 | 28 |
| 29  | 30 | 31 |    |    |    |    |
|     |    |    |    |    |    |    |

| 2月 |    |    |    |    |    |    |
| 日  | 月 | 火 | 水 | 木 | 金 | 土 |
|     |    |    | 1  | 2  | 3  | 4  |
| 5   | 6  | 7  | 8  | 9  | 10 | 11 |
| 12  | 13 | 14 | 15 | 16 | 17 | 18 |
| 19  | 20 | 21 | 22 | 23 | 24 | 25 |
| 26  | 27 | 28 |    |    |    |    |
|     |    |    |    |    |    |    |

| 3月 |    |    |    |    |    |    |
| 日  | 月 | 火 | 水 | 木 | 金 | 土 |
|     |    |    | 1  | 2  | 3  | 4  |
| 5   | 6  | 7  | 8  | 9  | 10 | 11 |
| 12  | 13 | 14 | 15 | 16 | 17 | 18 |
| 19  | 20 | 21 | 22 | 23 | 24 | 25 |
| 26  | 27 | 28 | 29 | 30 | 31 |    |
|     |    |    |    |    |    |    |

| 4月 |    |    |    |    |    |    |
| 日  | 月 | 火 | 水 | 木 | 金 | 土 |
|     |    |    |    |    |    | 1  |
| 2   | 3  | 4  | 5  | 6  | 7  | 8  |
| 9   | 10 | 11 | 12 | 13 | 14 | 15 |
| 16  | 17 | 18 | 19 | 20 | 21 | 22 |
| 23  | 24 | 25 | 26 | 27 | 28 | 29 |
| 30  |    |    |    |    |    |    |
|     |    |    |    |    |    |    |

| 5月 |    |    |    |    |    |    |
| 日  | 月 | 火 | 水 | 木 | 金 | 土 |
|     | 1  | 2  | 3  | 4  | 5  | 6  |
| 7   | 8  | 9  | 10 | 11 | 12 | 13 |
| 14  | 15 | 16 | 17 | 18 | 19 | 20 |
| 21  | 22 | 23 | 24 | 25 | 26 | 27 |
| 28  | 29 | 30 | 31 |    |    |    |
|     |    |    |    |    |    |    |

| 6月 |    |    |    |    |    |    |
| 日  | 月 | 火 | 水 | 木 | 金 | 土 |
|     |    |    |    | 1  | 2  | 3  |
| 4   | 5  | 6  | 7  | 8  | 9  | 10 |
| 11  | 12 | 13 | 14 | 15 | 16 | 17 |
| 18  | 19 | 20 | 21 | 22 | 23 | 24 |
| 25  | 26 | 27 | 28 | 29 | 30 |    |
|     |    |    |    |    |    |    |

| 7月 |    |    |    |    |    |    |
| 日  | 月 | 火 | 水 | 木 | 金 | 土 |
|     |    |    |    |    |    | 1  |
| 2   | 3  | 4  | 5  | 6  | 7  | 8  |
| 9   | 10 | 11 | 12 | 13 | 14 | 15 |
| 16  | 17 | 18 | 19 | 20 | 21 | 22 |
| 23  | 24 | 25 | 26 | 27 | 28 | 29 |
| 30  | 31 |    |    |    |    |    |
|     |    |    |    |    |    |    |

| 8月 |    |    |    |    |    |    |
| 日  | 月 | 火 | 水 | 木 | 金 | 土 |
|     |    | 1  | 2  | 3  | 4  | 5  |
| 6   | 7  | 8  | 9  | 10 | 11 | 12 |
| 13  | 14 | 15 | 16 | 17 | 18 | 19 |
| 20  | 21 | 22 | 23 | 24 | 25 | 26 |
| 27  | 28 | 29 | 30 | 31 |    |    |
|     |    |    |    |    |    |    |

| 9月 |    |    |    |    |    |    |
| 日  | 月 | 火 | 水 | 木 | 金 | 土 |
|     |    |    |    |    | 1  | 2  |
| 3   | 4  | 5  | 6  | 7  | 8  | 9  |
| 10  | 11 | 12 | 13 | 14 | 15 | 16 |
| 17  | 18 | 19 | 20 | 21 | 22 | 23 |
| 24  | 25 | 26 | 27 | 28 | 29 | 30 |
|     |    |    |    |    |    |    |

| 10月 |    |    |    |    |    |    |
| 日   | 月 | 火 | 水 | 木 | 金 | 土 |
| 1    | 2  | 3  | 4  | 5  | 6  | 7  |
| 8    | 9  | 10 | 11 | 12 | 13 | 14 |
| 15   | 16 | 17 | 18 | 19 | 20 | 21 |
| 22   | 23 | 24 | 25 | 26 | 27 | 28 |
| 29   | 30 | 31 |    |    |    |    |
|      |    |    |    |    |    |    |

| 11月 |    |    |    |    |    |    |
| 日   | 月 | 火 | 水 | 木 | 金 | 土 |
|      |    |    | 1  | 2  | 3  | 4  |
| 5    | 6  | 7  | 8  | 9  | 10 | 11 |
| 12   | 13 | 14 | 15 | 16 | 17 | 18 |
| 19   | 20 | 21 | 22 | 23 | 24 | 25 |
| 26   | 27 | 28 | 29 | 30 |    |    |
|      |    |    |    |    |    |    |

| 12月 |    |    |    |    |    |    |
| 日   | 月 | 火 | 水 | 木 | 金 | 土 |
|      |    |    |    |    | 1  | 2  |
| 3    | 4  | 5  | 6  | 7  | 8  | 9  |
| 10   | 11 | 12 | 13 | 14 | 15 | 16 |
| 17   | 18 | 19 | 20 | 21 | 22 | 23 |
| 24   | 25 | 26 | 27 | 28 | 29 | 30 |
| 31   |    |    |    |    |    |    |
|      |    |    |    |    |    |    |

## できごと

### 1月
- 1月7日 - 午前6時33分に昭和天皇が崩御、皇太子明仁親王が第125代天皇に践祚。日本の元号「昭和」の最後の日となった。
- 1月8日
  - 皇位継承により、元号法に基づき、元号「平成」が始まる[1][2]。
  - ブリティッシュミッドランド航空92便不時着事故で47人死亡。
- 1月11日 - 国際連合決議第626号に基づき、キューバ軍がアンゴラより撤退開始。
- 1月18日 - ポーランド統一労働者党、投票により、独立自主管理労働組合「連帯」の合法化を決定。
- 1月20日 - ジョージ・H・W・ブッシュが、第41代アメリカ合衆国大統領に就任。

### 2月
- 2月2日 - ソ連、アフガニスタンから撤退開始。
- 2月3日 - パラグアイで発生した軍事クーデターにより、1954年より35年間独裁政権の座にあったアルフレド・ストロエスネル大統領が失脚。
- 2月6日 - ポーランドで政府と反体制勢力による円卓会議始まる。4月5日まで。
- 2月14日
  - 1984年にインドで発生したボパール化学工場事故について、ユニオンカーバイド社が責任を認め、インド政府に対し4億7000万USドルの損害賠償を支払うことに合意。
  - イランの最高指導者ルーホッラー・ホメイニーが『悪魔の詩』の著者であるサルマン・ラシュディおよび同書の出版社担当者らを殺すよう指示するファトワーを発令。同月24日、イラン政府がラシュディの首に300万USドルの懸賞金をかけることが発表される。
  - グローバル・ポジショニング・システムに必要なGPS衛星24機が地球周回軌道に投入される。
- 2月15日 - ソ連軍のアフガニスタン撤退が完了。
- 2月17日 - アラブ・マグレブ連合成立。
- 2月24日
  - 昭和天皇の大喪の礼挙行。
  - ユナイテッド航空811便貨物ドア脱落事故により乗客9人死亡。

### 3月
- 3月1日 - アメリカ合衆国が文学的及び美術的著作物の保護に関するベルヌ条約に加盟。
- 3月2日 - 欧州経済共同体加盟12カ国、20世紀末までにフロン類の生産を禁止することで合意。
- 3月13日 - 大規模な磁気嵐が発生。カナダのケベック州で大停電が発生するなど地球各地で被害（1989年3月の磁気嵐）。
- 3月16日 - ソビエト連邦共産党中央委員会、農家が国有地を修正借地することを可能とする改革案を可決。
- 3月24日 - エクソンバルディーズ号原油流出事故発生。
- 3月26日 - 史上初のソビエト連邦人民代議員大会議員選挙挙行、ソビエト共産党が敗北を喫する。

### 4月
- 4月7日 - コムソモレツが沈没。

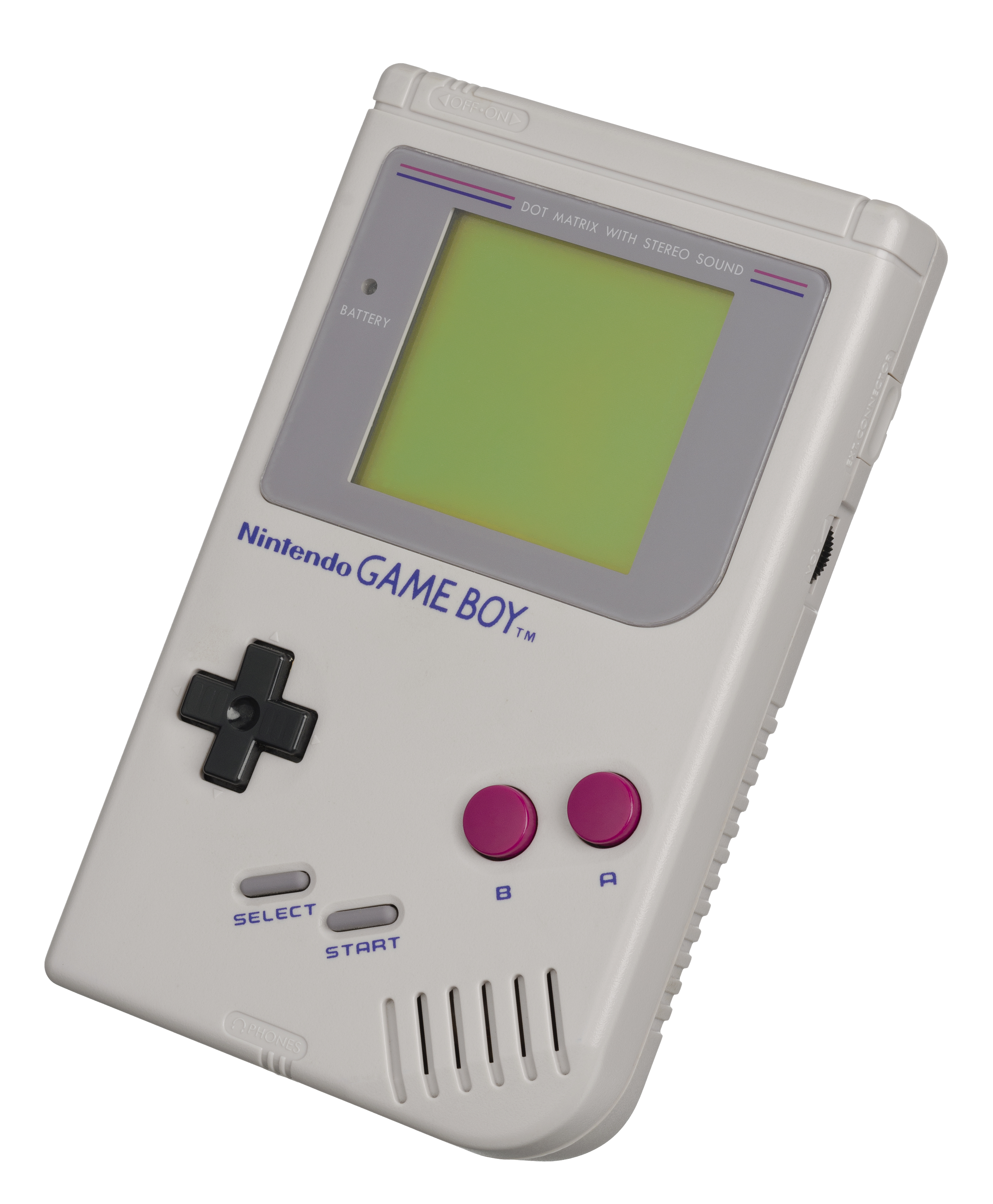
ゲームボーイ

- 4月15日 - イングランド・ヒルズボロでのサッカーの試合で発生したいわゆるヒルズボロの悲劇で96人死亡。
- 4月21日 - 任天堂が大ヒット携帯型ゲーム機「ゲームボーイ」(GAME BOY) を日本で発売開始（北米では7月31日、欧州では翌年9月28日発売）。
- 4月26日 - リクルート事件渦中に日本国の内閣総理大臣竹下登の秘書（青木伊平）が自殺。

### 5月
- 5月1日 - フロリダ州オーランドにあるウォルト・ディズニー・ワールド・リゾート内に新しいテーマパーク、ディズニー・MGM・スタジオがオープン。
- 5月2日 - ハンガリー政府がオーストリアとの国境にある鉄条網の撤去に着手。鉄のカーテンが破られる。
- 5月23日 - ミッキーマウスの登場する第一作映画『蒸気船ウィリー』の日本国内における著作権の保護期間満了。

### 6月
- 6月3日 - 宇野内閣発足。
- 6月4日

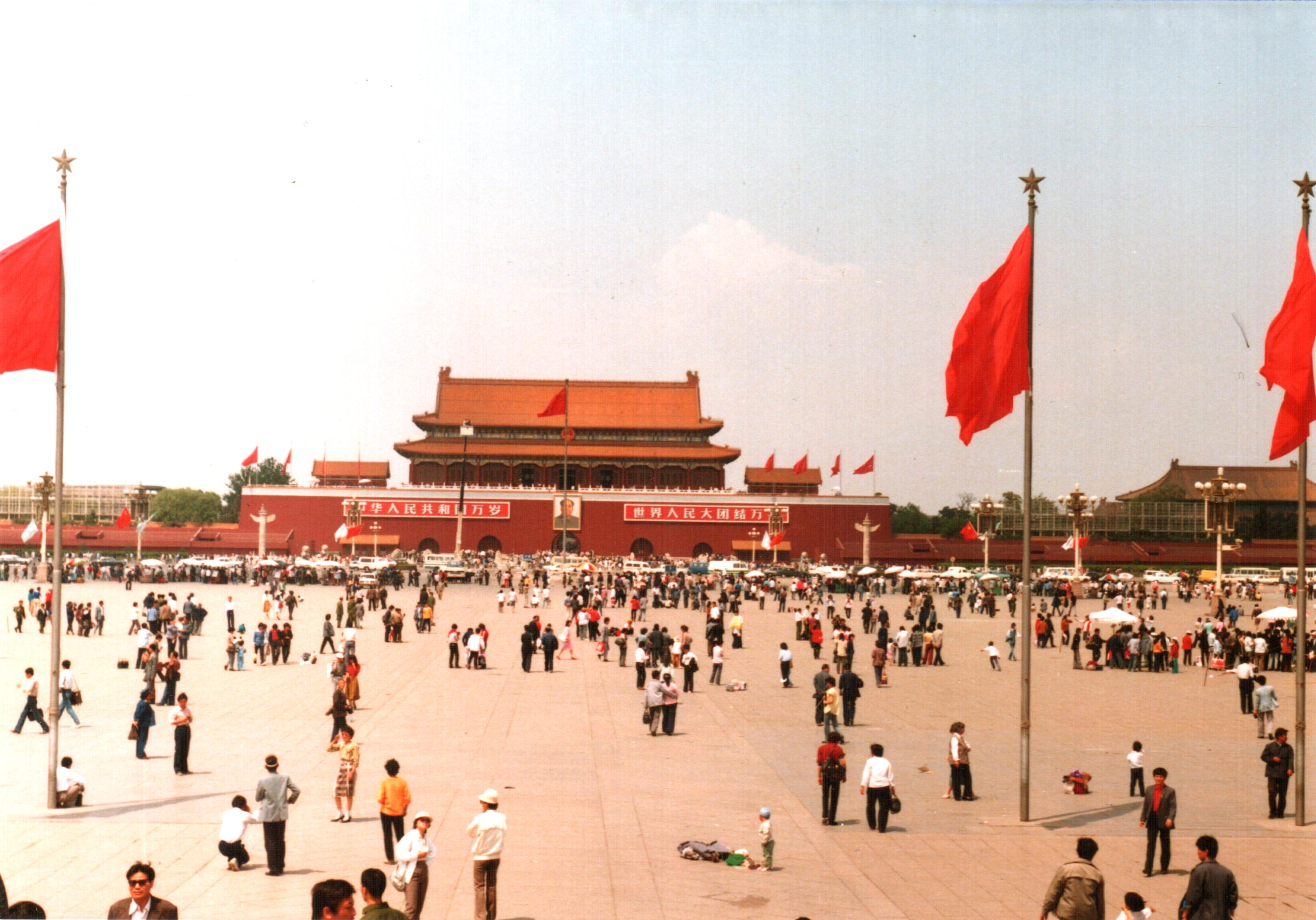
天安門広場、1988年5月

  - 北京で天安門事件が起きる。中国では1989および64はネット検閲対象の数字になっている[3]。
  - 1989年ポーランド議会選挙の1度目の投票が行われ、「連帯」が両院で獲得議席数99%超の圧勝を収める。
  - アリー・ハーメネイーがイランの最高指導者に就任。
  - ソ連・ウラル地方で天然ガスのパイプラインから漏れたガスが大爆発し、通りかかった列車2本が吹き飛ばされて607人が死亡する。(en:Ufa train disaster)
- 6月15日 - 18日 - 欧州諸共同体加盟国において欧州議会議員選挙の投票が行われる。
- 6月18日
  - ミャンマーの軍事政権が同国の英語国号を「Burma」から「Myanmar」に改称。
  - 1989年ポーランド議会選挙の2度目の投票の結果、「連帯」の地滑り的圧勝が確定。
- 6月 - ポーランドで、自由選挙実施。非労働党政党「連帯」が上院過半数を占める。東欧革命の先駆け。
- 6月30日 - 1989年スーダンクーデター（英語版）

### 7月
- 7月15日 - 世界デザイン博覧会開催。11月26日まで。
- 7月19日 - ユナイテッド航空232便不時着事故
- 7月 — 土井たか子・菅直人・村山富市衆議院議員らが日本人拉致の実行犯であった北朝鮮工作員、辛光洙の釈放を求める要望書を韓国当局に提出

### 8月
- 8月1日
  - 川崎蟹ヶ谷土砂崩れ。6名死亡。
  - 児玉辰春作、長澤靖絵の戦争を伝える本として知られる『まっ黒なおべんとう』が発表。
- 8月10日 - 海部内閣が発足
- 8月14日 - セガ・エンタープライゼスが "Sega Genesis"（前年に発売された日本のメガドライブに相当）を北米で発売。後に発売された任天堂の "Super Nintendo Entertainment System"（略称：SNES、日本のスーパーファミコンに相当）と互角以上のシェア争いを展開し、セガのゲーム機の中で最大の成功を収めた。
- 8月19日 - ハンガリーで汎ヨーロッパ・ピクニックが開催、約600人の東ドイツ市民がオーストリア経由で西ドイツへ亡命。
- 8月24日 - ピート・ローズが監督在任中の野球賭博の廉で、MLBから永久追放される。

### 9月
- 9月19日 - UTA航空772便爆破事件。
- 9月24日 - フランス国鉄 (SNCF) TGVの第二世代に当たるTGV Atlantique が、世界初の時速300km/hでの営業運転を開始。

### 10月
- 10月7日 - ハンガリー社会主義労働者党、ハンガリー社会党への改組を決定し、一党独裁政党としての歴史に終止符を打つ。
- 10月14日 - 田中角栄元総理、衆議院議員引退を表明。
- 10月17日 - 東ドイツで強権的な政治を行っていたエーリッヒ・ホーネッカー・ドイツ社会主義統一党書記長の書記長解任が党政治局で決議され、ホーネッカーが失脚。エゴン・クレンツが後任となる。
- 10月17日 - サンフランシスコでロマ・プリータ地震
- 10月23日 - ハンガリー人民共和国が社会主義体制を完全に放棄し、ハンガリー共和国に。
- 10月31日 - 三菱地所がアメリカのロックフェラー・センターを買収。

### 11月
- 11月6日（ - 7日）- 第1回アジア太平洋経済協力 (APEC) 閣僚会議がキャンベラで開催される。
- 11月9日
  - 中国共産党中央委員会第5回全体会議、鄧小平中国共産党中央軍事委員会主席の辞任、および後任として江沢民中国共産党総書記の就任を発表。併せて、天安門事件で失脚した趙紫陽第一副主席の後任として楊尚昆の就任を発表。
  - 東ドイツが、中央ヨーロッパ時間18時に行われた記者会見におけるギュンター・シャボフスキーの勘違いによる発言に基づき、直ちに一般東ドイツ市民のベルリンの壁を含む国境線の通行を自由化。
- 11月10日 - ベルリンの壁崩壊。ブルガリアで共産党書記長のトドル・ジフコフが失脚。これを機にブルガリアでも民主化が始まる。
- 11月24日 - チェコスロバキアでビロード革命。共産党政権が崩壊。

### 12月
- 12月1日 - 東ドイツで憲法が改正され、ドイツ社会主義統一党 (SED) による国家の指導条項が削除される。SEDの一党独裁制が終焉。
- 12月3日 - アメリカのジョージ・H・W・ブッシュ大統領とソ連のミハイル・ゴルバチョフ最高会議議長がマルタ島で会談し、冷戦の終結を宣言（マルタ会談）。
- 12月17日 - アメリカのテレビアニメ『ザ・シンプソンズ』が放送開始。
- 12月18日 - 東証株価指数 (TOPIX) が2886.50（同日終値2884.80）を記録（バブル景気）。この高値は2024年7月まで破られなかった。
- 12月20日 - アメリカ軍パナマ侵攻
- 12月22日 - ルーマニアのニコラエ・チャウシェスク政権崩壊（ルーマニア革命 (1989年)）。
- 12月29日 - 日経平均株価が38,957円44銭（同日終値38,915円87銭）を記録[4]。

## 芸術・文化・ファッション・テレビ

### スポーツ
野球
モータースポーツ
- F1世界選手権
  - ドライバーズチャンピオン アラン・プロスト
  - コンストラクターズチャンピオン マクラーレン・ホンダ
- ロードレース世界選手権
  - 500cc エディ・ローソン
  - 250cc アルフォンソ・ポンス

### 映画
本国公開・日本公開ともに当年
- 魔女の宅急便
- ゴジラvsビオランテ
- インディ・ジョーンズ/最後の聖戦
- 奇蹟/ミラクル
- 007 消されたライセンス
- ブラック・レイン
- リーサル・ウェポン2/炎の約束
- バットマン
- 恋人たちの予感
- バック・トゥ・ザ・フューチャー PART2
- セックスと嘘とビデオテープ

本国公開映画（日本公開は翌年以降）
- 7月4日に生まれて
- フィールド・オブ・ドリームス
- いまを生きる
- ドライビング Miss デイジー
- 悲情城市
- ドゥ・ザ・ライト・シング
- レニングラード・カウボーイズ・ゴー・アメリカ
- ぞうのババール・ザ・ムービー
- 天国から来たわんちゃん
- リトル・マーメイド

### テレビ
- 10月4日 - 日本テレビ系列のバラエティ番組『ダウンタウンのガキの使いやあらへんで!!』がレギュラ一放送開始。現在も放送が続いている長寿番組。

## 天候・天災・観測等
- 10月17日 - サンフランシスコでマグニチュード6.9の大地震（ロマ・プリータ地震）。1906年のサンフランシスコ地震以来の大地震で高速道路や建築物への被害が多発し、200人を超す死者を出した。また、サンフランシスコ・オークランド・ベイブリッジの一部が崩壊し、補修工事が必要となった。

## 誕生

### 1月
- 1月1日 - アデル・エネル、女優
- 1月2日 - 李庸燦、プロ野球選手
- 1月2日 - オキラニ・ティニラウ、陸上競技選手、サッカー選手
- 1月3日 - アレックス・D・リンツ、俳優
- 1月3日 - 内村航平、体操選手
- 1月4日 - ケビン・ピラー、メジャーリーガー
- 1月4日 - ジラ&トッテ、腹話術師 喜劇
- 1月5日 - エドゥアルド・エスコバー、メジャーリーガー
- 1月6日 - アンディ・キャロル、サッカー選手
- 1月6日 - 亀田大毅、ボクシング選手
- 1月6日 - マックス・パーキス、俳優
- 1月6日 - 三上枝織、声優
- 1月7日 - イワン・トレチャコフ、フィギュアスケート選手
- 1月7日 - エミリアーノ・インスア、サッカー選手
- 1月7日 - デビッド・コルビン、野球選手
- 1月9日 - マイケル・ビーズリー、バスケットボール選手
- 1月9日 - ミハエラ・クライチェク、テニス選手
- 1月9日 - ヤナ・マクシマワ、陸上競技選手
- 1月10日 - ソルジ、アイドル (EXID)
- 1月11日 - ソンミ、タレント
- 1月12日 - アクセル・ヴィツェル、サッカー選手
- 1月12日 - アラン・カルデック・デ・ソウザ・ペレイラ・ジュニオール、サッカー選手
- 1月15日 - キーファー・ハベル、フィギュアスケート選手
- 1月17日 - ケリー・マリー・トラン、女優
- 1月17日 - 張莉、陸上競技選手
- 1月18日 - マイケル・ピネダ、メジャーリーガー
- 1月19日 - アラン・ショーエンバーガー、プロ野球選手
- 1月19日 - ジェイムズ・ベレスフォード、マイナーリーガー
- 1月20日 - ニック・フォールズ、アメリカンフットボール選手
- 1月21日 - ヘンリク・ムヒタリアン、サッカー選手
- 1月22日 - ルータ・ガヤウスカイテー、フィギュアスケート選手
- 1月24日 - エミリアーノ・アルビン、サッカー選手
- 1月24日 - 寺門仁美、声優
- 1月25日 - 多部未華子、女優
- 1月25日 - ビクトリア・ムニス、フィギュアスケート選手
- 1月26日 - エミリー・ヒューズ、フィギュアスケート選手
- 1月26日 - ブランデン・ピンダー、メジャーリーガー
- 1月26日 - ヨヘルミン・チャベス、プロ野球選手
- 1月26日 - 李玲蔚、陸上競技選手
- 1月28日 - アレッサンドロ・ヴァーリオ、プロ野球選手
- 1月28日 - シーム・デ・ヨング、サッカー選手

### 2月
- 2月1日 - アルフレズ・フィンボガソン、サッカー選手
- 2月2日 - イヴァン・ペリシッチ、サッカー選手
- 2月2日 - ローガン・ダーネル、メジャーリーガー
- 2月3日 - モン・ジア、中国歌手
- 2月4日 - ヨン・イサギレ、自転車競技選手
- 2月6日 - イベス・サモラ、プロボクサー
- 2月6日 - マット・ダフィー、プロ野球選手
- 2月6日 - マリオン・デ・ラ・アソンション、フィギアスケート選手
- 2月7日 - ウラジーミル・ウスペンスキー、フィギュアスケート選手
- 2月7日 - エリア・ヴィヴィアーニ、自転車競技選手
- 2月9日 - ジェイク・スモリンスキー、メジャーリーガー
- 2月10日 - リアム・ヘンドリックス、メジャーリーガー
- 2月11日 - クタイ・エルヨルダシュ、フィギュアスケート選手
- 2月12日 - ロン＝ロベルト・ツィーラー、サッカー選手
- 2月14日 - 李奎遠、柔道家
- 2月15日 - 董慧博、フィギュアスケート選手
- 2月15日 - 西脇綾香、歌手 (Perfume)
- 2月16日 - エリザベス・オルセン、女優
- 2月17日 - コード・オーバーストリート、歌手、俳優
- 2月17日 - パオリノ・アンブロッシモ、野球選手
- 2月17日 - レベッカ・アドリントン、競泳選手
- 2月18日 - アレクセイ・イオノフ、サッカー選手
- 2月18日 - クリスチーナ・ゴルシュコワ、フィギュアスケート選手
- 2月19日 - ソーン・アルコ、サッカー選手
- 2月20日 - アラン・ドイス・サントス・ナチビダデ、サッカー選手
- 2月20日 - 黒田真由、体操競技選手
- 2月21日 - ジェレミー・テン、フィギュアスケート選手
- 2月22日 - クリス・バシット、メジャーリーガー
- 2月23日 - ウィリン・ロサリオ、メジャーリーガー
- 2月23日 - エヴァン・ベイツ、フィギュアスケート選手
- 2月25日 - 李相花、スケート選手
- 2月25日 - カリム・アイ＝ファナ、サッカー選手
- 2月27日 - 小塚崇彦、フィギュアスケート選手
- 2月27日 - 清水翔太、シンガーソングライター
- 2月27日 - 宮原健斗、プロレスラー
- 2月28日 - アンジェラベイビー、ファッションモデル

### 3月
- 3月1日 - カルロス・ベラ、サッカー選手
- 3月2日 - エドガー・ララ、プロ野球選手
- 3月2日 - トビー・アルデルヴァイレルト、サッカー選手
- 3月3日 - イ・スミ、歌手
- 3月3日 - フィリップ・バルグフレーデ、サッカー選手
- 3月6日 - アグニエシュカ・ラドワンスカ、テニス選手
- 3月6日 - 李昇烈、サッカー選手
- 3月7日 - 永山絢斗、俳優
- 3月8日 - アンデル・イトゥラスペ、サッカー選手
- 3月9日 - アルチョム・ボロドゥリン、フィギュアスケート選手
- 3月9日 - 千葉雄大、俳優
- 3月9日 - テヨン、アイドル（少女時代）
- 3月10日 - ダミアン・イスモデス、サッカー選手
- 3月10日 - ダヤン・ビシエド、野球選手
- 3月11日 - アントン・イェルチン、俳優（+ 2016年）
- 3月12日 - ネイサン・ハース、自転車競技
- 3月13日 - ハリー・メリング、俳優
- 3月13日 - ホルガー・バトシュトゥバー、サッカー選手
- 3月15日 - サンドロ・ラニエリ・ギマランイス・コルデイロ、サッカー選手
- 3月16日 - セオ・ウォルコット、サッカー選手
- 3月16日 - チョン・ソミン、女優、モデル
- 3月16日 - ブレイク・グリフィン、バスケットボール選手
- 3月17日 - 香川真司、サッカー選手
- 3月18日 - 楢﨑誠、ミュージシャン
- 3月18日 - 西野カナ、歌手
- 3月18日 - リリー・コリンズ、女優
- 3月21日 - 佐藤健、俳優
- 3月21日 - ジョルディ・アルバ、サッカー選手
- 3月23日 - 李大恩、プロ野球選手
- 3月23日 - エリック・マキシム・シュポ＝モティング、サッカー選手
- 3月24日 - 井岡一翔、ボクシング選手
- 3月25日 - ジェームズ・アンダーソン、バスケットボール選手
- 3月26日 - シモン・ケアー、サッカー選手
- 3月26日 - スコット・シンクレア、サッカー選手
- 3月26日 - ティグラン・ヴァーダニャン、フィギュアスケート選手
- 3月28日 - カタリナ・ゲルボルト、フィギュアスケート選手
- 3月28日 - ミラ・リャン、フィギュアスケート選手
- 3月29日 - ジェームズ・トムキンス、サッカー選手
- 3月29日 - ライネル・ロサリオ、プロ野球選手
- 3月30日 - クリス・セール、メジャーリーガー
- 3月30日 - リチャード・シャーマン、アメリカンフットボール選手
- 3月31日 - ホスミル・ピント、メジャーリーガー

### 4月
- 4月1日 - マティアス・アギーレガライ、サッカー選手
- 4月4日 - フルノン・アニータ、サッカー選手
- 4月5日 - 祐真キキ、女優
- 4月8日 - ガブリエラ・ワイルド、モデル、女優
- 4月9日 - 張含韵、歌手
- 4月10日 - チャーリー・カルバーソン、メジャーリーガー
- 4月11日 - エドアルド・パッツァーリ、サッカー選手
- 4月11日 - ケイトリン・ウィーバー、フィギュアスケート選手
- 4月12日 - ソーニャ・ムゴシャ、フィギュアスケート選手
- 4月13日 - Zion.T（朝鮮語版）、歌手
- 4月15日 - アデイニー・エチェバリア、メジャーリーガー
- 4月15日 - エミリー・ナフタル、フィギュアスケート選手
- 4月17日 - アレクサンドル・エンベルト、フィギュアスケート選手
- 4月18日 - アリア・ショウカット、女優
- 4月18日 - ジェシカ、アイドル、女優（少女時代）
- 4月20日 - クルズ・アヤラ、野球選手
- 4月21日 - HIKAKIN、ヒューマンビートボクサー、YouTuber、UUUMファウンダー最高顧問
- 4月22日 - 中田翔、プロ野球選手
- 4月22日 - ヤスパー・シレッセン、サッカー選手
- 4月23日 - ニコル・バイディソバ、テニス選手
- 4月24日 - 獣神サンダー・ライガー、覆面レスラー・格闘家
- 4月25日 - エマニュエラ・デ・パウラ、ファッションモデル
- 4月25日 - 関金林、フィギュアスケート選手
- 4月25日 - セーレン・ボバック、オリエンテーリング選手
- 4月25日 - マイケル・ヴァン・ガーウェン、ダーツ選手
- 4月26日 - チャド・ベティス、メジャーリーガー
- 4月26日 - D-LITE、アイドル (BIG BANG)
- 4月27日 - 株元英彰、声優、俳優
- 4月28日 - キム・ソンギュ、アイドル (INFINITE)
- 4月29日 - フレディ・アルバレス、野球選手
- 4月30日 - ウヨン、アイドル (2PM)
- 4月30日 - フィル・クレイン、メジャーリーガー

### 5月
- 5月4日 - ジェイク・レマーマン、野球選手
- 5月5日 - アンナ・ハッセルボリ、カーリング選手
- 5月5日 - クリス・ブラウン、歌手
- 5月5日 - 吾峠呼世晴、漫画家
- 5月6日 - ドミニカ・チブルコバ、テニス選手
- 5月6日 - ホセ・アルバレス、メジャーリーガー
- 5月8日 - ディネシュ・パテル、野球選手
- 5月11日 - ガブリエル・ガルシア、プロ野球選手
- 5月11日 - キャム・ニュートン、アメリカンフットボール選手
- 5月11日 - ジョバニ・ドス・サントス、サッカー選手
- 5月11日 - デービッド・ブキャナン、メジャーリーガー
- 5月12日 - ブレイディン・ヘーゲンズ、プロ野球選手
- 5月14日 - ロブ・グロンコウスキー、アメリカンフットボール選手
- 5月15日 - サニー、アイドル（少女時代）
- 5月15日 - 南明奈、女優、タレント、モデル
- 5月15日 - ルイス・カスティーヨ、元マイナーリーガー
- 5月17日 - テッサ・ヴァーチュ、フィギュアスケート選手
- 5月22日 - 金伏ウーゴ、プロ野球選手
- 5月22日 - コーリー・ディッカーソン、メジャーリーガー
- 5月23日 - エセキエル・スケロット、サッカー選手
- 5月23日 - 夏菜、女優
- 5月23日 - ジェフリー・テイラー、バスケットボール選手
- 5月24日 - アデル・ターラブト、サッカー選手
- 5月24日 - 井山裕太、囲碁棋士
- 5月26日 - イェウン、歌手（元Wonder Girls）
- 5月29日 - アンヘル・クアン、マイナーリーガー
- 5月29日 - 又地諒、SASUKEファイナリスト
- 5月31日 - 曺永哲、サッカー選手
- 5月31日 - マルコ・ロイス、サッカー選手

### 6月
- 6月2日 - 野々上大二郎、漫画家
- 6月2日 - フレディー・アドゥー、サッカー選手
- 6月3日 - 潘めぐみ、声優
- 6月4日 - 畢贛、映画監督
- 6月5日 - 中島愛、声優
- 6月7日 - 小林誠司、プロ野球選手
- 6月7日-トシダタカシデ(スタミナパン)、お笑い芸人
- 6月9日 - 水谷隼、卓球選手
- 6月10日 - 若葉竜也、俳優
- 6月12日 - 立石諒、競泳選手
- 6月14日 - チェイス・ウィットリー、メジャーリーガー
- 6月14日 - ヘクター・ネリス、メジャーリーガー
- 6月14日 - 溝端淳平、俳優
- 6月14日 - ルーシー・ヘイル、女優、歌手
- 6月15日 - スティーブン・キャリエール、フィギュアスケート選手
- 6月16日 - エレーナ・グレボワ、フィギュアスケート選手
- 6月18日 - キム・テホン、アイドル (ZE:A)
- 6月18日 - ピエール＝エメリク・オーバメヤン、サッカー選手
- 6月20日 - ハビエル・パストーレ、サッカー選手
- 6月22日 - ジョン・ヨンファ、俳優、歌手
- 6月22日 - ライアン・サール、野球選手
- 6月23日 - オーウェン・オーザニッチ、野球選手
- 6月27日 - ブルーナ・テノリオ、ファッションモデル
- 6月27日 - マシュー・ルイス、俳優
- 6月30日 - アスベル・キプロプ、陸上競技選手

### 7月
- 7月1日 - ダニエル・リチャルド、F1ドライバー
- 7月3日 - 賀来賢人、俳優
- 7月4日 - ユン・ドゥジュン、アイドル、俳優 (HIGHLIGHT)
- 7月5日 - チャーリー・オースティン、サッカー選手
- 7月6日 - 李玲、陸上競技選手
- 7月7日 - キム・ボム、俳優
- 7月7日 - クリス・リード、フィギュアスケート選手（+ 2020年）
- 7月8日 - ヤーデン・ジェルビ、柔道家
- 7月9日 - 安野希世乃、声優
- 7月11日 - デヴィッド・ヘンリー、男優
- 7月13日 - 道重さゆみ、元アイドル、女優（元モーニング娘。）
- 7月14日 - メーガン・オスター、フィギュアスケート選手
- 7月16日 - ガレス・ベイル、サッカー選手
- 7月16日 - キム・ウビン、俳優、モデル
- 7月18日 - デレク・ディートリック、プロ野球選手
- 7月18日 - ドミトリー・ソロビエフ、フィギュアスケート選手
- 7月20日-麻婆 (スタミナパン)、お笑い芸人
- 7月23日 - スティーブン・プライヤー、メジャーリーガー
- 7月23日 - ダニエル・ラドクリフ、俳優
- 7月24日 - ハドフォルド・カテリネ、フィギュアスケート選手
- 7月26日 - 楊超、フィギュアスケート選手
- 7月28日 - フェリペ・キタダイ、柔道家
- 7月29日 - ザック・ペトリック、プロ野球選手
- 7月30日 - アレイシ・エスパルガロ、オートバイレーサー
- 7月30日 - ジェシー・ハン、メジャーリーガー
- 7月31日 - アリーナ・フョードロワ、陸上競技選手
- 7月31日 - アレクシス・ナップ、女優、歌手
- 7月31日 - ゼルダ・ウィリアムズ、女優
- 7月31日 - ビクトリア・アザレンカ、テニス選手

### 8月
- 8月1日 - ティファニー、アイドル（少女時代）
- 8月1日 - マディソン・バンガーナー、メジャーリーガー
- 8月5日 - 戸塚慶文、漫画家
- 8月5日 - ライアン・バートランド、サッカー選手
- 8月7日 - トミー・ケインリー、メジャーリーガー
- 8月7日 - ハモン・ロペス、サッカー選手
- 8月8日 - 伊藤俊介、お笑いタレント
- 8月9日 - クリスティン・ズコウスキー、フィギュアスケート選手
- 8月9日 - ジェイソン・ヘイワード、メジャーリーガー
- 8月12日 - ソネ、元アイドル（元Wonder Girls）
- 8月12日 - トム・クレヴァリー、サッカー選手
- 8月15日 - 岡田将生、俳優
- 8月15日 - ジョー・ジョナス、歌手
- 8月17日 - 詹詠然、テニス選手
- 8月21日 - ヘイデン・パネッティーア、女優、歌手
- 8月26日 - ジェームス・ハーデン、バスケットボール選手
- 8月28日 - セサル・アスピリクエタ・タンコ、サッカー選手
- 8月28日 - チョン・グォン、アイドル (2AM)
- 8月30日 - ビービー・レクサ、歌手、ソングライター
- 8月30日 - ビリー・バーンズ、メジャーリーガー
- 8月31日 - 桐山照史、アイドル、俳優 (WEST.)

### 9月
- 9月1日 - ダニエル・スタリッジ、サッカー選手
- 9月1日 - ビル・カウリッツ、トキオ・ホテル
- 9月2日 - アレシャンドレ・ロドリゲス・ダ・シウヴァ、サッカー選手
- 9月2日 - ゼッド、DJ、音楽プロデューサー
- 9月5日 - カテリーナ・グレアム、女優
- 9月7日 - ヒュー・ミッチェル、俳優
- 9月8日 - アヴィーチー、DJ、音楽プロデューサー（+ 2018年）
- 9月9日 - アンソニー・ラナウド、メジャーリーガー
- 9月11日 - 倉持明日香、女優、タレント
- 9月12日 - アンドリュー・ラック、アメリカンフットボール選手
- 9月12日 - フレディ・フリーマン、メジャーリーガー
- 9月13日 - トーマス・ミュラー、サッカー選手
- 9月14日 - イ・ジョンソク、俳優、モデル
- 9月14日 - エレオノーラ・アンナ・ジョルジ、陸上競技選手
- 9月15日 - 野尻智紀、レーシングドライバー
- 9月16日 - ヨアンナ・スレイ、フィギュアスケート選手
- 9月19日 - IMALU、タレント
- 9月19日 - タイリーク・エバンス、バスケットボール選手
- 9月21日 - ジェイソン・デイルーロ、歌手
- 9月21日 - フォアキン・サンタマリア、プロ野球選手
- 9月22日 - ヒョヨン、アイドル（少女時代）
- 9月23日 - トレバー・メイ、メジャーリーガー
- 9月23日 - ブランドン・ジェニングス、バスケットボール選手
- 9月27日 - パク・テファン、競泳選手
- 9月28日 - 李雪主、歌手、金正恩の妻

### 10月
- 10月1日 - ブリー・ラーソン、女優、シンガーソングライター
- 10月2日 - アーロン・ヒックス、メジャーリーガー
- 10月2日 - シャノン姉妹、アダルトモデル
- 10月2日 - チャド・スミス、メジャーリーガー
- 10月4日 - キミー・マイズナー、フィギュアスケート選手
- 10月4日 - ケイシー・ケリー、メジャーリーガー
- 10月4日 - ダコタ・ジョンソン、女優、ファッションモデル
- 10月4日 - リル・ママ、ラッパー
- 10月6日 - 金甫炅、サッカー選手
- 10月8日 - テイラー・フェザーストン、メジャーリーガー
- 10月10日 - エイミー・ティーガーデン、女優
- 10月11日 - シャフィク・ベセギエ、フィギュアスケート選手
- 10月11日 - 菅野智之、プロ野球選手
- 10月11日 - ミシェル・ウィー、ゴルファー
- 10月12日 - ガンソ、サッカー選手
- 10月12日 - フランシスコ・ペーニャ、メジャーリーガー
- 10月13日 - チョン・ヒョソン、韓国歌手
- 10月13日 - ブレーノ、サッカー選手
- 10月15日 - ジアニソン・ボックハウト、野球選手
- 10月15日 - 原田裕規、アーティスト
- 10月17日 - 柄本時生、俳優
- 10月18日 - 仲里依紗、女優
- 10月22日 - ケイティ・テイラー、フィギュアスケート選手
- 10月23日 - アニシャ・キルディアプキナ、陸上競技選手
- 10月24日 - アブナー・アブレイユ、プロ野球選手
- 10月24日 - エリック・ホズマー、メジャーリーガー
- 10月24日 - カイル・ロツカー、野球選手
- 10月25日 - レジェンヌ・マレ、フィギュアスケート選手
- 10月27日 - ルーベン・テハダ、メジャーリーガー
- 10月28日 - カミーユ・ムファ、競泳選手（+ 2015年）

### 11月
- 11月2日 - ステヴァン・ヨヴェティッチ、サッカー選手
- 11月4日 - 宮本佳那子、声優
- 11月5日 - ラモン・カブレラ、メジャーリーガー
- 11月6日 - マチェイ・ノヴァーク、フィギュアスケート選手
- 11月7日 - ソニー・グレイ、メジャーリーガー
- 11月8日 - ジャンカルロ・スタントン、メジャーリーガー
- 11月9日 - 上川大樹、柔道家
- 11月10日 - タロン・エジャトン、俳優
- 11月11日 - アダム・リッポン、フィギュアスケート選手
- 11月11日 - 小見川千明、声優
- 11月11日 - ステファニー・ガードナー、フィギュアスケート選手
- 11月11日 - 田中れいな、歌手、女優（元LoVendoЯ、元モーニング娘。）
- 11月14日 - アンドレウ・フォンタス、サッカー選手
- 11月14日 - フレディ・ガルビス、メジャーリーガー
- 11月18日 - マーク・オルブライトン、サッカー選手
- 11月19日 - マイケル・トンキン、メジャーリーガー
- 11月21日 - ホセ・ピレラ、メジャーリーガー
- 11月22日 - エリオット・ヒルトン、フィギュアスケート選手
- 11月26日 - ピョ・ヨンミョン、フィギュアスケート選手
- 11月27日 - ナム・ボラ、女優
- 11月28日 - ダニー・ハルツェン、マイナーリーガー

### 12月
- 12月2日 - ルカ・パネラッティ、野球選手
- 12月5日 - ユリ、アイドル、女優（少女時代）
- 12月8日 - ルツィエ・ミズリヴェチュコヴァー、フィギュアスケート選手
- 12月9日 - アニェニル・メンドーサ、プロ野球選手
- 12月9日 - チョン・ヒチョル、アイドル（元ZE:A）
- 12月10日 - マリオン・マレシャル＝ルペン、フランスの政治家
- 12月13日 - タイラー・パストルニッキー、メジャーリーガー
- 12月13日 - テイラー・スウィフト、歌手
- 12月14日 - オンユ、アイドル、俳優 (SHINee)
- 12月14日 - ドン・ローチ、メジャーリーガー
- 12月15日 - 村中知、声優
- 12月16日 - 桐谷美玲、女優、モデル
- 12月16日 - タイラー・チャットウッド、メジャーリーガー
- 12月17日 - アレッシア・バルド、フィギュアスケート選手
- 12月17日 - アンドレ・アイェウ、サッカー選手
- 12月18日 - アシュレイ・ベンソン、女優
- 12月18日 - アリーナ・ウシャコワ、フィギュアスケート選手
- 12月18日 - 知念広弥、プロ野球選手
- 12月20日 - 黄大城、サッカー選手
- 12月26日 - ショーン・ノリン、メジャーリーガー
- 12月26日 - 徳井青空、声優
- 12月27日 - 内田真礼、声優
- 12月29日 - 錦織圭、テニス選手
- 12月30日 - オクサナ・ゴゼワ、フィギュアスケート選手
- 12月31日 - ケルビン・ヘレーラ、メジャーリーガー

## ノーベル賞
- 平和賞 - ダライ・ラマ14世
- 生理学・医学賞 - J・マイケル・ビショップ、ハロルド・ヴァーマス
- 物理学賞 - ノーマン・ラムゼー、ハンス・デーメルト、ヴォルフガング・パウル
- 化学賞 - シドニー・アルトマン、トーマス・チェック
- 文学賞 - カミーロ・ホセ・セラ
- 経済学賞 - トリグヴェ・ホーヴェルモ